# Macrocera bipunctata
Macrocera bipunctata är en tvåvingeart som beskrevs av Edwards 1925. Macrocera bipunctata ingår i släktet Macrocera och familjen platthornsmyggor. Inga underarter finns listade i Catalogue of Life.